# Rhopalogaster aurifer
Rhopalogaster aurifer är en tvåvingeart som beskrevs av Hermann 1912. Rhopalogaster aurifer ingår i släktet Rhopalogaster och familjen rovflugor. Inga underarter finns listade i Catalogue of Life.